# MYAirline
MYAirline war eine malaysische Billigfluggesellschaft, die im Jahr 2021 gegründet wurde. Der Hauptsitz befand sich in Subang Jaya, Selangor, und das Unternehmen flog hauptsächlich ab KLIA2, dem Low-Cost-Carrier-Terminal des KLIA (Kuala Lumpur International Airport). Die Fluggesellschaft nahm am 1. Dezember 2022 ihren Erstflug zum Kuching International Airport auf.  Der Unternehmensslogan lautete „Your Experience Matters“ (Ihre Erfahrung zählt).
Am 12. Oktober 2023 gab die Fluggesellschaft bekannt, dass sie aufgrund „schwerwiegender finanzieller Herausforderungen“ mit sofortiger Wirkung vorübergehend den Betrieb eingestellt habe.

## Geschichte

### Ursprung
Die Idee rund um die Gründung der Fluggesellschaft geht auf eine Diskussion zwischen Rayner Teo Kheng Hock, einem erfahrenen Branchenkenner der Luftfahrtindustrie, und einem malaysischen Unternehmer, Dato' Goh Hwan Hua, Ende 2020 zurück. Das Team erkannte, dass die Erholung des Reiseverkehrs nach der Pandemie großes Potenzial bot, eine neue Fluggesellschaft aufzubauen. Grund hierfür waren unter anderem niedrigere Preise für Flugzeugleasingverträge sowie ein Überschuss an Flughafen-Slots und qualifizierten Luftfahrtfachleuten. MYAirline wurde am 11. Januar 2021 gegründet und am 28. Oktober 2021 wurde der rechtliche Name des Unternehmens in Z9 Elite Sdn. Bhd. geändert. Letztendlich erfolgte eine weitere Änderung des Namens in MYAirline Sdn. Bhd.
Im Juli 2022 erhielt die Fluggesellschaft ihr erstes Flugzeug, einen Airbus A320 (9M-DAC), der von Aircastle Limited geleast wurde. Die Flotte von MYAirline wurde weiter ausgebaut durch die Ankunft ihres zweiten (9M-DAB) und dritten Flugzeugs (9M-DAG) im September und Oktober 2022. Die Fluggesellschaft erhielt am 27. September 2022 von der Luftfahrtbehörde Malaysias (Civil Aviation Authority of Malaysia) ihre Betriebsgenehmigung (Air Operator Certificate) sowie am 15. November 2022 von der Malaysian Aviation Commission (MAVCOM) ihre Betriebslizenz (Air Service License). Diese Lizenz ermöglichte es MYAirline, Passagier- und Frachtflüge durchzuführen.
Zunächst wurde angenommen, dass die Fluggesellschaft sich als den ersten Ultra-Low-Cost-Carrier des Landes positionieren wird. Am 5. Oktober 2022 stellte jedoch der CEO der Fluggesellschaft, Rayner Teo, klar, dass das Unternehmen als Low-Cost-Carrier agieren werde.

### Beginn des Flugbetriebs
Die Möglichkeit des Buchens von Flügen mit MYAirline wurden am 25. November 2022 gestartet, und die ersten Flüge des Unternehmens begannen am 1. Dezember 2022. Die Fluggesellschaft, welche zu Beginn über eine Flotte von 3 Airbus A320 verfügte, führte ihren Erstflug vom Flughafen Kuala Lumpur International nach Kuching, Kota Kinabalu und Langkawi durch.
Während des anfänglichen Betriebs verzeichnete die Fluggesellschaft eine hohe Auslastung der Passagiere, wobei die Strecken nach Kuching und Kota Kinabalu eine Auslastung von über 80 % verzeichneten und ungefähr 70 % für die Strecke nach Langkawi. Die Fluggesellschaft bot einen täglichen Flug nach Kuching und zweimal täglich Flüge nach Kota Kinabalu und Langkawi an. Ab dem 2. Dezember 2022 wurde die Anzahl der Flüge nach Kuching auf zweimal täglich erhöht. Ab dem 27. Dezember 2022 wurde ein dritter täglicher Flug nach Kota Kinabalu und Kuching hinzugefügt.
Am 5. Dezember 2022 führte MYAirline offiziell Routen nach Kota Bharu, Penang und Sibu in ihr Netzwerk ein. Der Flugverkehr begann am 10. Dezember 2022 für Kota Bharu, gefolgt von Penang am 23. Dezember und Sibu am 18. Januar 2023. Die Flüge nach Kota Bharu und Sibu wurden zweimal täglich durchgeführt, während Penang zunächst mit einem täglichen Flug begann, bevor sie ab dem 7. Januar 2023 auf zwei tägliche Flüge erhöht wurden.
Die Entwicklung der Inlandsrouten des Unternehmens wurde am 16. Dezember 2022 fortgesetzt, nachdem MYAirline angekündigt hatte, zwei neue Ziele nach Tawau und Miri zu eröffnen. Die Flüge nach Tawau wurden am 21. Januar 2023 mit einem täglichen Flug aufgenommen, während die Flüge nach Miri am 1. März 2023 mit einem Flug pro Tag begannen, bevor sie ab dem 15. März 2023 auf zweimal täglich erhöht wurden.
Am 5. Januar 2023 begrüßte die Fluggesellschaft ihren 100.000. Passagier und verzeichnete über 600 Flüge im gesamten Streckennetz. Beide Meilensteine wurden etwa einen Monat nach der Eröffnung am 1. Dezember 2022 erreicht.
Im April 2023 führte MyAirline den Flug von Kota Kinabalu nach Tawau in ihr Streckennetz ein und wurde damit die erste geplante Route des Unternehmens, die vollständig außerhalb des Kuala Lumpur International Airport betrieben wird. Im selben Monat wurden auch zusätzliche Flugfrequenzen von Kuala Lumpur zu beiden Städten in Sabah eingeführt, wobei der Flug von Kuala Lumpur nach Kota Kinabalu auf vier tägliche Flüge und der Flug von Kuala Lumpur nach Tawau auf zwei tägliche Flüge erhöht wurde. Laut dem CEO von MyAirline, Rayner Teo, fliegt mehr als die Hälfte der Passagiere in Richtung Ostmalaysia, und es wird erwartet, dass dieser Prozentsatz in den nächsten Monaten steigen wird. Im Jahr 2023 gehörten beide Städte zu den wichtigsten Zielen des Unternehmens, wobei Flüge nach Kota Kinabalu am profitabelsten waren, gefolgt von Tawau.

### Neuer Hub und Expansion

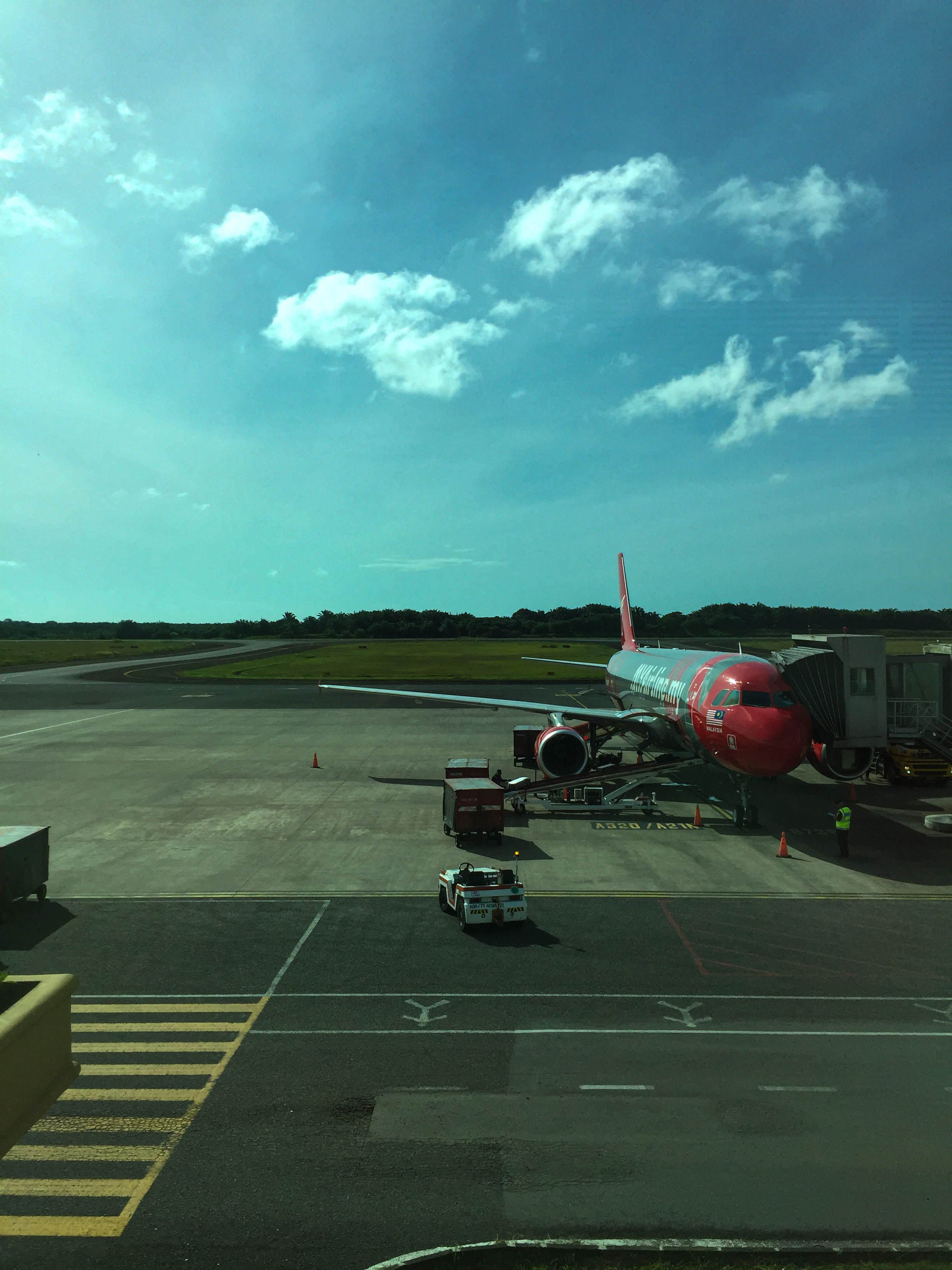
Ein MYAirline Flugzeug (9M-DAF) am Tawau Airport

MYAirline plante, den Kota Kinabalu International Airport bis Ende 2023 als ihren zweiten Hub einzurichten. Die Fluggesellschaft gab auch bekannt, dass sie Forschungen durchgeführt hatte, um ihre Strecken zu erweitern und Sandakan sowie Bintulu in ihr Streckennetz aufzunehmen.
Ab Mai 2023 hatte MYAirline angekündigt, dass sie Frachtdienste starten werde. Es wurde erwartet, dass der Betrieb auf allen ihren Strecken aktiviert wird. Das erste Überseeziel, Bangkok in Thailand, wurde am 8. Mai 2023 angekündigt. Die Fluggesellschaft begann am 28. Juni 2023 mit Flügen nach Bangkok–Suvarnabhumi und folgte ab dem 1. Juli 2023 mit Flügen nach Bangkok–Don Mueang.

### Betriebsstilllegung und Festnahme der Gründer
Am 12. Oktober 2023 stellte MYAirline den Betrieb plötzlich ein und gab finanzielle Probleme sowie ausstehende Umstrukturierungen und Rekapitalisierungen der Anteilseigner als Grund an.
Etwa 125.000 Passagiere mit Tickets im Wert von 20 Millionen Ringgit waren von der plötzlichen Einstellung des Betriebs von MYAirline betroffen. Nach der Ankündigung am 16. Oktober erklärte der Verkehrsminister Anthony Loke Siew Fook, dass die Lizenz der Billigfluggesellschaft MYAirline Sdn Bhd vorübergehend ausgesetzt werde. Die Luftfahrtbehörde Malaysias (CAAM) hat mit Wirkung zum Montag, dem 16. Oktober, die Betriebserlaubnis (AOC) von MYAirline Sdn Bhd ausgesetzt. Andere lokale Fluggesellschaften wie Malaysia Airlines, AirAsia und Batik Air Malaysia sind den gestrandeten Passagieren zu Hilfe gekommen.
Dato Allan Goh Hwan Hua, Mitbegründer von MYAirline, wurde zusammen mit seiner Ehefrau Datin Neow Ean Lee und ihrem Sohn Sean Goh Tze Han verhaftet und für vier Tage in Gewahrsam genommen, um bei Ermittlungen nach dem Gesetz zur Bekämpfung der Geldwäsche, der Terrorismusfinanzierung und der Erlöse aus Straftaten von 2001 behilflich zu sein. Die Untersuchungshaft für Dato Allan Goh Hwan Hua wurde am 21. Oktober um weitere 2 Tage verlängert. 15 Investoren haben seitdem Klagen gegen Dato Allan Goh Hwan Hua eingereicht. Ein weiterer Verdächtiger wurde ebenfalls im Zusammenhang mit Dato Goh verhaftet.
Mit Stand November 2023 wurden die Mitarbeiter der Fluggesellschaft noch nicht für ihre ausstehenden Gehälter von fast 2 Monaten bezahlt. Die Sozialversicherungsorganisation (Perkeso) hat bereits mehrere Anträge von ihren Mitarbeitern auf Unterstützung erhalten. Auch wurden Anzeigen bei der Polizei über die verspäteten Gehaltszahlungen erstattet.
Am 31. Oktober 2023 veröffentlichte MYAirline eine Erklärung, in der sie behauptete, dass sie den betroffenen Passagieren die Rückerstattung auszahlen würde, sobald sie „Rekapitalisierung“ von ihren Investoren erhalten würde. Am 2. November 2023 kündigte der Verkehrsminister an, dass betroffene Passagiere ihre Rückerstattung beantragen könnten, indem sie bei ihren jeweiligen Banken oder Kreditkartenanbietern eine Rückbuchung (Chargeback) einreichen. Die Malaysian Aviation Commission bestätigte, dass die Zentralbank von Malaysia zugestimmt habe, dass Rückbuchungen für alle betroffenen Flugtickets, die mit Debit- oder Kreditkarten oder per FPX-Bankzahlungen gekauft wurden, akzeptiert würden.

## Weitere Fakten

### Hauptsitz
MYAirline hatte seinen Hauptsitz in Subang Jaya, Selangor.

### Eigentümer und Unternehmensstruktur
MYAirline wurde von dem malaysischen Unternehmer Dato (Allan) Goh Hwan Hua besessen, der über einen 98%igen Anteil an der Fluggesellschaft verfügte. Rayner Teo Kheng Hock, der Gründungs-CEO von MYAirline, hielt die verbleibenden 2 %.

### Marke
Die Lackierung von MYAirline verfügte ein rotes Farbschema mit grauen Streifen, die sich zum vorderen Rumpf des Flugzeugs hin erstrecken, während das Logo am vertikalen Stabilisator aufgemalt war. Anfangs hatte das Unternehmen verschiedene alternative Farben ausprobiert, wobei der Schwerpunkt darauf lag, Rot, Blau, Orange und Lila zu vermeiden. Letztendlich kam es jedoch zu dem Schluss, dass Rot die attraktivste Farbe ist, die auf dem Flugzeug getragen werden soll.

## Ziele
Vor der Einstellung des Betriebs im Oktober 2023 erstreckte sich das Streckensystem von MYAirline hauptsächlich über ein Netzwerk, das primär von ihrem Heimatflughafen am Kuala Lumpur International Airport ausging:
| Land     | Stadt         | Flughafen                           | Notiz | Ref    |
| -------- | ------------- | ----------------------------------- | ----- | ------ |
| Malaysia | Kota Bharu    | Sultan Ismail Petra Airport         |       |        |
| Malaysia | Kota Kinabalu | Kota Kinabalu International Airport |       |        |
| Malaysia | Kuala Lumpur  | Kuala Lumpur International Airport  | Base  | [ 33 ] |
| Malaysia | Kuching       | Kuching International Airport       |       | [ 33 ] |
| Malaysia | Langkawi      | Langkawi International Airport      |       | [ 33 ] |
| Malaysia | Penang        | Penang International Airport        |       | [ 34 ] |
| Malaysia | Tawau         | Tawau Airport                       |       | [ 17 ] |
| Thailand | Bangkok       | Don Mueang International Airport    |       |        |
| Thailand | Bangkok       | Suvarnabhumi Airport                |       |        |

## Flotte

### Letzter Stand
Vor ihrer Betriebsstilllegung verfügte MYAirline über die folgenden Flugzeuge:
| Flugzeug        | Zuletzt aktiv | Bestellungen | Sitzplätze | Anmerkung                                           |
| --------------- | ------------- | ------------ | ---------- | --------------------------------------------------- |
| Airbus A320-200 | 4             | 17           | 180        | Sechs wurden bereits an Leasinggeber zurückgegeben. |
| Gesamt          | 4             | 17           |            |                                                     |